# Bataille de Kırkdilim
Expansion ottomane en Anatolie
La bataille de Kırkdilim a été combattu en juillet 1391 ou 1392 entre le sultan ottoman Bayezid Ier et Kadi Burhaneddin Ahmed, dirigeant du nord-est de l'Anatolie. Les détails de la bataille sont débattus : le poète de la cour de Burhan al-Din Ibn Ardashir présente la campagne de Bayezid se terminant par une victoire majeure pour son maître, qui a temporairement arrêté l'expansion ottomane en Anatolie, mais les lettres contemporaines de Manuel II Paléologue, qui accompagnait Bayezid sur ses campagnes anatoliennes, ne contiennent aucune indication d'un affrontement majeur et indiquent que l'expédition a été un succès ottoman dans l'ensemble.

## Contexte

carte des beylicats turcs indépendants en Anatolie au milieu du XIVe siècle.

Kadi Burhan al-Din, un juriste et poète islamique érudit, avait accédé au pouvoir sous les dirigeants Eretnides des derniers jours du nord-est de l'Anatolie, avant de les supplanter complètement et de se déclarer sultan à Sivas en 1381/82. Au cours de la même période, l'Empire ottoman naissant, sous Mourad Ier (r. 1362-1389), a commencé son expansion du nord-ouest de l'Anatolie dans les parties centrale et orientale de la péninsule. Cette expansion était, selon les mots de l'historien Dimitris Kastritsis, "généralement justifiée par des alliances matrimoniales et d'autres moyens diplomatiques".
Après la mort de Mourad à la bataille de Kosovo Polje, cependant, les beyliks anatoliens ont senti une opportunité de restaurer leur fortune et ont formé une ligue anti-ottomane sous le dirigeant karamanide Ala ad-Din Ali (r. 1361-1398): les Karamanides ont avancé jusqu'à Eskişehir, le dirigeant germiyanides Yakub II a restauré sa principauté et Burhan al-Din a pris Kırşehir. En conséquence, le fils de Mourad et successeur Bayezid Ier (r. 1389-1402) traversa les Dardanelles avec ses propres forces, soutenues par les armées du Candaride Süleyman Pacha de Kastamonu et des États vassaux chrétiens des Balkans - principalement la Serbie et l'Empire Byzantin - et a lancé une campagne pour "unifier l'Anatolie sous la domination ottomane",. Une grande partie des informations sur les campagnes de Bayezid en 1390–1391 proviennent des lettres écrites par l'empereur byzantin Manuel II Paléologue, qui accompagnait Bayezid comme son vassal.
En 1390, le sultan ottoman a annexé les beyliks de l'Anatolie occidentale: le beylik de Saruhanides a été annexé, tout comme Menteşe et l'Émirat d'Aydın, dont les dirigeants ont été autorisés à se retirer dans des domaines, tandis que Yakub II de Germiyan a été jeté en prison. Bayezid a ensuite déménagé pour assiéger la capitale karamanide de Konya. Les Karamanides ont envoyé à Kadi Burhan al-Din pour obtenir de l'aide, ce qui a incité Bayezid à abandonner Konya et à conclure un traité laissant aux Karamanides les territoires au-delà de la rivière Çarşamba. Entre-temps, l'allié de Bayezid, Süleyman Pacha, s'était retourné contre lui, craignant pour son propre sort et avait conclu une alliance avec Burhan al-Din. Bayezid a rapidement attaqué et tué Süleyman Pacha, occupant Kastamonu peu avant le 5 juillet 1391, tandis que la moitié orientale de la principauté jandaride, autour de Sinop, était laissée libre, car son dirigeant, İsfendiyar Bey (en), reconnaissait la souveraineté ottomane. Cela a mis Bayezid en contact immédiat avec les domaines de Burhan al-Din. Les ambitions des deux hommes entraient désormais en conflit direct: Bayezid entendait désormais marcher contre Amasya et ainsi interrompre l'expansion de Burhan al-Din vers la mer Noire, alors que ce dernier se préparait à s'emparer de la ville en occupant diverses forteresses environnantes. au cours des années précédentes. Amasya à l'époque était dirigée par Ahmed, le fils de l'émir Hacı Şadgeldi Pacha, qui l'avait arrachée aux Érétnides.

### Campagne de Bayezid et affrontement avec Burhan al-Din
La principale source des événements entourant la bataille est le Bazm u Razm, écrit par Aziz ibn Ardashir Astardbhdi, l'un des courtisans de Burhan al-Din. Les lettres de Manuel II fournissent des informations supplémentaires, en particulier en ce qui concerne la chronologie de la campagne ; traditionnellement, l'historiographie a placé la campagne en 1392, mais Manuel n'a pas participé à une campagne en 1392 et l'historienne Elizabeth Zachariadou (en) a montré que Bayezid était probable campagne dans le nord-ouest des Balkans cette année-là.
Ibn Ardashir écrit que Burhan al-Din a d'abord marché au secours de Süleyman Pacha, mais était toujours en cours lorsque la nouvelle de la chute de Kastamonu et de la mort de Süleyman Pacha lui parvint. Il continua néanmoins de marcher vers l'armée ottomane, qui avait atteint Osmancık. Ibn Ardashir soutient que Bayezid a envoyé des négociations, mais Burhan al-Din a d'abord insisté pour que les Ottomans quittent Osmancık, ce qu'il a affirmé. Manuel II corrobore cela, en écrivant que Bayezid avait seulement l'intention de forcer la soumission d'un chef appelé Peitzas, qui régnait entre Sinop et Samsun, ainsi que d'İsfendiyar de Sinop et effrayer Burhan al-Din, "l'homme qui gouverne Sebasteia avec les Scythes".
Alors qu'Ibn Ardashir soutient que Burhan al-Din a marché pour affronter les Ottomans, Manuel II rapporte que les « Scythes autrefois merveilleux » se sont retirés avant l'avance ottomane; en fait, aucun ennemi ne pouvait être vu au loin. Les Ottomans ont ravagé le pays à volonté. Bien que de nombreux habitants aient déserté leurs habitations pour les forêts et les montagnes, Manuel a été horrifié par le massacre accompagnant l'expédition, non seulement par les Turcs, mais en outre par les vassaux serbes, bulgares et albanais de Bayezid, qui étaient impatients de « venger » leurs souffrances à les mains des Ottomans sur la population musulmane d'Anatolie. L'armée ottomane passa par Taşköprü et s'avança vers l'est avec la rivière Kızılırmak à sa droite et fit face à de grandes difficultés alors que l'automne entrait en hiver: déjà après la mi-octobre, Manuel écrit sur la pénurie de nourriture et la maladie frappant le camp, tandis que dans ses lettres ultérieures il écrit sur "une famine et un froid terribles, le passage à gué des rivières, la traversée de montagnes trop stériles pour soutenir même des bêtes sauvages".
Selon Ibn Ardashir, après avoir capturé Osmancık Bayezid a été rejoint par Ahmed Bey d'Amasya, Mahmud Çelebi et Kilic Arslan, les héritiers du Taceddinoğulları que Burhan al-Din avait occupé, les dirigeants Taşanoğlu de Merzifon et d'autres chefs locaux. Encore plus afflué à Bayezid après que ce dernier ait capturé la forteresse de Kırkdilim de son dirigeant Kuvvaddaroğlu, Saydi Mahmud. Manuel ne rapporte pas ces événements, peut-être parce que l'opération de capture de Kırkdilim n'a pas été particulièrement difficile. Ibn Ardashir affirme à son tour que Burhan al-Din a pris position dans la plaine de Çorumlu, d'où il a lancé des défis de bataille. Les renforts qu'il attendait des tribus turcomanes ne se sont pas concrétisés et le moral était bas, mais Burhan al-Din est resté en place et a même vaincu un détachement envoyé par Bayezid pour gagner les tribus. Bien que vraisemblablement vrai, cette victoire a peut-être été exagérée par Ibn Ardashir, car Manuel rapporte que l'armée ottomane a continué son avance profondément dans le plateau central anatolien, en progressant au-delà d'Ankara. Selon Manuel, Bayezid était satisfait de ses progrès et des contributions des Byzantins, promettant de les récompenser.
Ibn Ardashir a maintenant les Ottomans, après leur défaite précédente, se retirer dans les montagnes et rester passifs, sur quoi Burhan al-Din s'est déplacé pour les attaquer. Les deux camps se sont battus pendant trois jours avant le passage étroit dans lequel Bayezid et son armée étaient campés. Enfin, Burhan al-Din a percé après avoir obtenu des informations sur la topographie locale, forçant les Ottomans à fuir. Manuel, d'autre part, indique que Bayezid a mené une expédition à travers le Kızılırmak pour attaquer les territoires situés au-delà de la rivière, puis est retourné à Ankara après la fin. Selon Elisabeth Zachariadou, "les Ottomans n'ont pas fui, mais se sont simplement retirés après le raid. La situation n'est jamais devenue critique pour eux car, laisse entendre Manuel, ils ont pillé les régions au-delà du Kızılırmak sans rencontrer de résistance sérieuse et se sont finalement retirés à Ankara."
Bayezid a alors retiré son armée - Manuel II était de retour à Constantinople début janvier - sur quoi Burhan al-Din a attaqué les régions d'İskilip, Ankara, Kalecık et Sivrihisar et a assiégé Amasya. En conséquence Ahmed Bey a rendu la ville à Bayezid, qui a installé son fils cadet Mehmed comme son dirigeant.

### Conséquences
Bayezid prévoyait de renouveler son expédition contre Burhan al-Din au printemps; Des informateurs vénitiens ont rapporté qu'il prévoyait de soumettre Sinop, avec Manuel II servant de commandant de l'élément naval de l'expédition. Cela a poussé la République à mobiliser sa propre flotte et à tenter de former une ligue chrétienne contre les desseins ottomans. En mai, cependant, le roi de Hongrie, Sigismond, a envahi les territoires ottomans des Balkans et une série de rapports et de documents isolés suggèrent que Bayezid a fait campagne en Serbie en 1392. Selon Zachariadou, cela suggère fortement que Bayezid a annulé sa campagne anatolienne de cette année. En 1393, Bayezid lui-même rendit visite à Amasya, où il reçut la soumission des dirigeants turcomans locaux : le Taşanoğlu de Merzifon, le Tacettinoğlu et le dirigeant de Bafra. Après sa défaite de la bataille de Nicopolis en 1396, Bayezid se tourna une fois de plus vers l'Anatolie, où il battit et annexa Karaman à l'automne 1397. L'année suivante, il prit Samsun et Canik ; après la mort de Burhan al-Din, il a également annexé ses domaines et s'est étendu à l'est de l'Anatolie. Les conquêtes de Bayezid se sont avérées éphémères, cependant, lors de la bataille d'Ankara en 1402, il a été vaincu et capturé par Tamerlan, qui a restauré les divers beyliks anatoliens à leurs dirigeants d'origine.

## Sources
- (en) Dimitris Kastritsis, The Sons of Bayezid : Empire Building and Representation in the Ottoman Civil War of 1402-13, Leiden, BRILL, 2007, 250 p. (ISBN 978-90-04-15836-8, lire en ligne)
- Elizabeth A. Zachariadou, « Manuel II Palaeologos on the Strife between Bāyezīd I and Ḳāḍī Burhān al-Dīn Aḥmad », Bulletin of the School of Oriental and African Studies, University of London, vol. 43, no 3,‎ 1980, p. 471–481 (DOI 10.1017/S0041977X00137395, JSTOR 615736)